# Бои, Паоло
Па́оло Бо́и (итал. Paolo Boi, по прозвищу Сиракузец; 1528, Сиракуза, Сицилия — 1598, Неаполь, Южная Италия) — итальянский авантюрист и шахматист, участник первого международного шахматного турнира в 1575 году, состоявшегося при дворе испанского короля Филиппа II.
|   | a | b | c | d | e | f | g | h |   |
| - | --- | --- | --- | --- | --- | --- | --- | --- | - |
| 8 | b8 белый слон · c7 белый конь · e7 белая пешка · e6 чёрная пешка · f6 чёрный ферзь · a5 белая ладья · e5 чёрный конь · f5 чёрная ладья · g5 чёрная пешка · c4 белая ладья · d4 чёрный конь · e4 чёрный король · b3 белая пешка · f3 чёрная пешка · c2 белая пешка · f2 белая пешка · f1 белый король | b8 белый слон · c7 белый конь · e7 белая пешка · e6 чёрная пешка · f6 чёрный ферзь · a5 белая ладья · e5 чёрный конь · f5 чёрная ладья · g5 чёрная пешка · c4 белая ладья · d4 чёрный конь · e4 чёрный король · b3 белая пешка · f3 чёрная пешка · c2 белая пешка · f2 белая пешка · f1 белый король | b8 белый слон · c7 белый конь · e7 белая пешка · e6 чёрная пешка · f6 чёрный ферзь · a5 белая ладья · e5 чёрный конь · f5 чёрная ладья · g5 чёрная пешка · c4 белая ладья · d4 чёрный конь · e4 чёрный король · b3 белая пешка · f3 чёрная пешка · c2 белая пешка · f2 белая пешка · f1 белый король | b8 белый слон · c7 белый конь · e7 белая пешка · e6 чёрная пешка · f6 чёрный ферзь · a5 белая ладья · e5 чёрный конь · f5 чёрная ладья · g5 чёрная пешка · c4 белая ладья · d4 чёрный конь · e4 чёрный король · b3 белая пешка · f3 чёрная пешка · c2 белая пешка · f2 белая пешка · f1 белый король | b8 белый слон · c7 белый конь · e7 белая пешка · e6 чёрная пешка · f6 чёрный ферзь · a5 белая ладья · e5 чёрный конь · f5 чёрная ладья · g5 чёрная пешка · c4 белая ладья · d4 чёрный конь · e4 чёрный король · b3 белая пешка · f3 чёрная пешка · c2 белая пешка · f2 белая пешка · f1 белый король | b8 белый слон · c7 белый конь · e7 белая пешка · e6 чёрная пешка · f6 чёрный ферзь · a5 белая ладья · e5 чёрный конь · f5 чёрная ладья · g5 чёрная пешка · c4 белая ладья · d4 чёрный конь · e4 чёрный король · b3 белая пешка · f3 чёрная пешка · c2 белая пешка · f2 белая пешка · f1 белый король | b8 белый слон · c7 белый конь · e7 белая пешка · e6 чёрная пешка · f6 чёрный ферзь · a5 белая ладья · e5 чёрный конь · f5 чёрная ладья · g5 чёрная пешка · c4 белая ладья · d4 чёрный конь · e4 чёрный король · b3 белая пешка · f3 чёрная пешка · c2 белая пешка · f2 белая пешка · f1 белый король | b8 белый слон · c7 белый конь · e7 белая пешка · e6 чёрная пешка · f6 чёрный ферзь · a5 белая ладья · e5 чёрный конь · f5 чёрная ладья · g5 чёрная пешка · c4 белая ладья · d4 чёрный конь · e4 чёрный король · b3 белая пешка · f3 чёрная пешка · c2 белая пешка · f2 белая пешка · f1 белый король | 8 |
| 7 | b8 белый слон · c7 белый конь · e7 белая пешка · e6 чёрная пешка · f6 чёрный ферзь · a5 белая ладья · e5 чёрный конь · f5 чёрная ладья · g5 чёрная пешка · c4 белая ладья · d4 чёрный конь · e4 чёрный король · b3 белая пешка · f3 чёрная пешка · c2 белая пешка · f2 белая пешка · f1 белый король | b8 белый слон · c7 белый конь · e7 белая пешка · e6 чёрная пешка · f6 чёрный ферзь · a5 белая ладья · e5 чёрный конь · f5 чёрная ладья · g5 чёрная пешка · c4 белая ладья · d4 чёрный конь · e4 чёрный король · b3 белая пешка · f3 чёрная пешка · c2 белая пешка · f2 белая пешка · f1 белый король | b8 белый слон · c7 белый конь · e7 белая пешка · e6 чёрная пешка · f6 чёрный ферзь · a5 белая ладья · e5 чёрный конь · f5 чёрная ладья · g5 чёрная пешка · c4 белая ладья · d4 чёрный конь · e4 чёрный король · b3 белая пешка · f3 чёрная пешка · c2 белая пешка · f2 белая пешка · f1 белый король | b8 белый слон · c7 белый конь · e7 белая пешка · e6 чёрная пешка · f6 чёрный ферзь · a5 белая ладья · e5 чёрный конь · f5 чёрная ладья · g5 чёрная пешка · c4 белая ладья · d4 чёрный конь · e4 чёрный король · b3 белая пешка · f3 чёрная пешка · c2 белая пешка · f2 белая пешка · f1 белый король | b8 белый слон · c7 белый конь · e7 белая пешка · e6 чёрная пешка · f6 чёрный ферзь · a5 белая ладья · e5 чёрный конь · f5 чёрная ладья · g5 чёрная пешка · c4 белая ладья · d4 чёрный конь · e4 чёрный король · b3 белая пешка · f3 чёрная пешка · c2 белая пешка · f2 белая пешка · f1 белый король | b8 белый слон · c7 белый конь · e7 белая пешка · e6 чёрная пешка · f6 чёрный ферзь · a5 белая ладья · e5 чёрный конь · f5 чёрная ладья · g5 чёрная пешка · c4 белая ладья · d4 чёрный конь · e4 чёрный король · b3 белая пешка · f3 чёрная пешка · c2 белая пешка · f2 белая пешка · f1 белый король | b8 белый слон · c7 белый конь · e7 белая пешка · e6 чёрная пешка · f6 чёрный ферзь · a5 белая ладья · e5 чёрный конь · f5 чёрная ладья · g5 чёрная пешка · c4 белая ладья · d4 чёрный конь · e4 чёрный король · b3 белая пешка · f3 чёрная пешка · c2 белая пешка · f2 белая пешка · f1 белый король | b8 белый слон · c7 белый конь · e7 белая пешка · e6 чёрная пешка · f6 чёрный ферзь · a5 белая ладья · e5 чёрный конь · f5 чёрная ладья · g5 чёрная пешка · c4 белая ладья · d4 чёрный конь · e4 чёрный король · b3 белая пешка · f3 чёрная пешка · c2 белая пешка · f2 белая пешка · f1 белый король | 7 |
| 6 | b8 белый слон · c7 белый конь · e7 белая пешка · e6 чёрная пешка · f6 чёрный ферзь · a5 белая ладья · e5 чёрный конь · f5 чёрная ладья · g5 чёрная пешка · c4 белая ладья · d4 чёрный конь · e4 чёрный король · b3 белая пешка · f3 чёрная пешка · c2 белая пешка · f2 белая пешка · f1 белый король | b8 белый слон · c7 белый конь · e7 белая пешка · e6 чёрная пешка · f6 чёрный ферзь · a5 белая ладья · e5 чёрный конь · f5 чёрная ладья · g5 чёрная пешка · c4 белая ладья · d4 чёрный конь · e4 чёрный король · b3 белая пешка · f3 чёрная пешка · c2 белая пешка · f2 белая пешка · f1 белый король | b8 белый слон · c7 белый конь · e7 белая пешка · e6 чёрная пешка · f6 чёрный ферзь · a5 белая ладья · e5 чёрный конь · f5 чёрная ладья · g5 чёрная пешка · c4 белая ладья · d4 чёрный конь · e4 чёрный король · b3 белая пешка · f3 чёрная пешка · c2 белая пешка · f2 белая пешка · f1 белый король | b8 белый слон · c7 белый конь · e7 белая пешка · e6 чёрная пешка · f6 чёрный ферзь · a5 белая ладья · e5 чёрный конь · f5 чёрная ладья · g5 чёрная пешка · c4 белая ладья · d4 чёрный конь · e4 чёрный король · b3 белая пешка · f3 чёрная пешка · c2 белая пешка · f2 белая пешка · f1 белый король | b8 белый слон · c7 белый конь · e7 белая пешка · e6 чёрная пешка · f6 чёрный ферзь · a5 белая ладья · e5 чёрный конь · f5 чёрная ладья · g5 чёрная пешка · c4 белая ладья · d4 чёрный конь · e4 чёрный король · b3 белая пешка · f3 чёрная пешка · c2 белая пешка · f2 белая пешка · f1 белый король | b8 белый слон · c7 белый конь · e7 белая пешка · e6 чёрная пешка · f6 чёрный ферзь · a5 белая ладья · e5 чёрный конь · f5 чёрная ладья · g5 чёрная пешка · c4 белая ладья · d4 чёрный конь · e4 чёрный король · b3 белая пешка · f3 чёрная пешка · c2 белая пешка · f2 белая пешка · f1 белый король | b8 белый слон · c7 белый конь · e7 белая пешка · e6 чёрная пешка · f6 чёрный ферзь · a5 белая ладья · e5 чёрный конь · f5 чёрная ладья · g5 чёрная пешка · c4 белая ладья · d4 чёрный конь · e4 чёрный король · b3 белая пешка · f3 чёрная пешка · c2 белая пешка · f2 белая пешка · f1 белый король | b8 белый слон · c7 белый конь · e7 белая пешка · e6 чёрная пешка · f6 чёрный ферзь · a5 белая ладья · e5 чёрный конь · f5 чёрная ладья · g5 чёрная пешка · c4 белая ладья · d4 чёрный конь · e4 чёрный король · b3 белая пешка · f3 чёрная пешка · c2 белая пешка · f2 белая пешка · f1 белый король | 6 |
| 5 | b8 белый слон · c7 белый конь · e7 белая пешка · e6 чёрная пешка · f6 чёрный ферзь · a5 белая ладья · e5 чёрный конь · f5 чёрная ладья · g5 чёрная пешка · c4 белая ладья · d4 чёрный конь · e4 чёрный король · b3 белая пешка · f3 чёрная пешка · c2 белая пешка · f2 белая пешка · f1 белый король | b8 белый слон · c7 белый конь · e7 белая пешка · e6 чёрная пешка · f6 чёрный ферзь · a5 белая ладья · e5 чёрный конь · f5 чёрная ладья · g5 чёрная пешка · c4 белая ладья · d4 чёрный конь · e4 чёрный король · b3 белая пешка · f3 чёрная пешка · c2 белая пешка · f2 белая пешка · f1 белый король | b8 белый слон · c7 белый конь · e7 белая пешка · e6 чёрная пешка · f6 чёрный ферзь · a5 белая ладья · e5 чёрный конь · f5 чёрная ладья · g5 чёрная пешка · c4 белая ладья · d4 чёрный конь · e4 чёрный король · b3 белая пешка · f3 чёрная пешка · c2 белая пешка · f2 белая пешка · f1 белый король | b8 белый слон · c7 белый конь · e7 белая пешка · e6 чёрная пешка · f6 чёрный ферзь · a5 белая ладья · e5 чёрный конь · f5 чёрная ладья · g5 чёрная пешка · c4 белая ладья · d4 чёрный конь · e4 чёрный король · b3 белая пешка · f3 чёрная пешка · c2 белая пешка · f2 белая пешка · f1 белый король | b8 белый слон · c7 белый конь · e7 белая пешка · e6 чёрная пешка · f6 чёрный ферзь · a5 белая ладья · e5 чёрный конь · f5 чёрная ладья · g5 чёрная пешка · c4 белая ладья · d4 чёрный конь · e4 чёрный король · b3 белая пешка · f3 чёрная пешка · c2 белая пешка · f2 белая пешка · f1 белый король | b8 белый слон · c7 белый конь · e7 белая пешка · e6 чёрная пешка · f6 чёрный ферзь · a5 белая ладья · e5 чёрный конь · f5 чёрная ладья · g5 чёрная пешка · c4 белая ладья · d4 чёрный конь · e4 чёрный король · b3 белая пешка · f3 чёрная пешка · c2 белая пешка · f2 белая пешка · f1 белый король | b8 белый слон · c7 белый конь · e7 белая пешка · e6 чёрная пешка · f6 чёрный ферзь · a5 белая ладья · e5 чёрный конь · f5 чёрная ладья · g5 чёрная пешка · c4 белая ладья · d4 чёрный конь · e4 чёрный король · b3 белая пешка · f3 чёрная пешка · c2 белая пешка · f2 белая пешка · f1 белый король | b8 белый слон · c7 белый конь · e7 белая пешка · e6 чёрная пешка · f6 чёрный ферзь · a5 белая ладья · e5 чёрный конь · f5 чёрная ладья · g5 чёрная пешка · c4 белая ладья · d4 чёрный конь · e4 чёрный король · b3 белая пешка · f3 чёрная пешка · c2 белая пешка · f2 белая пешка · f1 белый король | 5 |
| 4 | b8 белый слон · c7 белый конь · e7 белая пешка · e6 чёрная пешка · f6 чёрный ферзь · a5 белая ладья · e5 чёрный конь · f5 чёрная ладья · g5 чёрная пешка · c4 белая ладья · d4 чёрный конь · e4 чёрный король · b3 белая пешка · f3 чёрная пешка · c2 белая пешка · f2 белая пешка · f1 белый король | b8 белый слон · c7 белый конь · e7 белая пешка · e6 чёрная пешка · f6 чёрный ферзь · a5 белая ладья · e5 чёрный конь · f5 чёрная ладья · g5 чёрная пешка · c4 белая ладья · d4 чёрный конь · e4 чёрный король · b3 белая пешка · f3 чёрная пешка · c2 белая пешка · f2 белая пешка · f1 белый король | b8 белый слон · c7 белый конь · e7 белая пешка · e6 чёрная пешка · f6 чёрный ферзь · a5 белая ладья · e5 чёрный конь · f5 чёрная ладья · g5 чёрная пешка · c4 белая ладья · d4 чёрный конь · e4 чёрный король · b3 белая пешка · f3 чёрная пешка · c2 белая пешка · f2 белая пешка · f1 белый король | b8 белый слон · c7 белый конь · e7 белая пешка · e6 чёрная пешка · f6 чёрный ферзь · a5 белая ладья · e5 чёрный конь · f5 чёрная ладья · g5 чёрная пешка · c4 белая ладья · d4 чёрный конь · e4 чёрный король · b3 белая пешка · f3 чёрная пешка · c2 белая пешка · f2 белая пешка · f1 белый король | b8 белый слон · c7 белый конь · e7 белая пешка · e6 чёрная пешка · f6 чёрный ферзь · a5 белая ладья · e5 чёрный конь · f5 чёрная ладья · g5 чёрная пешка · c4 белая ладья · d4 чёрный конь · e4 чёрный король · b3 белая пешка · f3 чёрная пешка · c2 белая пешка · f2 белая пешка · f1 белый король | b8 белый слон · c7 белый конь · e7 белая пешка · e6 чёрная пешка · f6 чёрный ферзь · a5 белая ладья · e5 чёрный конь · f5 чёрная ладья · g5 чёрная пешка · c4 белая ладья · d4 чёрный конь · e4 чёрный король · b3 белая пешка · f3 чёрная пешка · c2 белая пешка · f2 белая пешка · f1 белый король | b8 белый слон · c7 белый конь · e7 белая пешка · e6 чёрная пешка · f6 чёрный ферзь · a5 белая ладья · e5 чёрный конь · f5 чёрная ладья · g5 чёрная пешка · c4 белая ладья · d4 чёрный конь · e4 чёрный король · b3 белая пешка · f3 чёрная пешка · c2 белая пешка · f2 белая пешка · f1 белый король | b8 белый слон · c7 белый конь · e7 белая пешка · e6 чёрная пешка · f6 чёрный ферзь · a5 белая ладья · e5 чёрный конь · f5 чёрная ладья · g5 чёрная пешка · c4 белая ладья · d4 чёрный конь · e4 чёрный король · b3 белая пешка · f3 чёрная пешка · c2 белая пешка · f2 белая пешка · f1 белый король | 4 |
| 3 | b8 белый слон · c7 белый конь · e7 белая пешка · e6 чёрная пешка · f6 чёрный ферзь · a5 белая ладья · e5 чёрный конь · f5 чёрная ладья · g5 чёрная пешка · c4 белая ладья · d4 чёрный конь · e4 чёрный король · b3 белая пешка · f3 чёрная пешка · c2 белая пешка · f2 белая пешка · f1 белый король | b8 белый слон · c7 белый конь · e7 белая пешка · e6 чёрная пешка · f6 чёрный ферзь · a5 белая ладья · e5 чёрный конь · f5 чёрная ладья · g5 чёрная пешка · c4 белая ладья · d4 чёрный конь · e4 чёрный король · b3 белая пешка · f3 чёрная пешка · c2 белая пешка · f2 белая пешка · f1 белый король | b8 белый слон · c7 белый конь · e7 белая пешка · e6 чёрная пешка · f6 чёрный ферзь · a5 белая ладья · e5 чёрный конь · f5 чёрная ладья · g5 чёрная пешка · c4 белая ладья · d4 чёрный конь · e4 чёрный король · b3 белая пешка · f3 чёрная пешка · c2 белая пешка · f2 белая пешка · f1 белый король | b8 белый слон · c7 белый конь · e7 белая пешка · e6 чёрная пешка · f6 чёрный ферзь · a5 белая ладья · e5 чёрный конь · f5 чёрная ладья · g5 чёрная пешка · c4 белая ладья · d4 чёрный конь · e4 чёрный король · b3 белая пешка · f3 чёрная пешка · c2 белая пешка · f2 белая пешка · f1 белый король | b8 белый слон · c7 белый конь · e7 белая пешка · e6 чёрная пешка · f6 чёрный ферзь · a5 белая ладья · e5 чёрный конь · f5 чёрная ладья · g5 чёрная пешка · c4 белая ладья · d4 чёрный конь · e4 чёрный король · b3 белая пешка · f3 чёрная пешка · c2 белая пешка · f2 белая пешка · f1 белый король | b8 белый слон · c7 белый конь · e7 белая пешка · e6 чёрная пешка · f6 чёрный ферзь · a5 белая ладья · e5 чёрный конь · f5 чёрная ладья · g5 чёрная пешка · c4 белая ладья · d4 чёрный конь · e4 чёрный король · b3 белая пешка · f3 чёрная пешка · c2 белая пешка · f2 белая пешка · f1 белый король | b8 белый слон · c7 белый конь · e7 белая пешка · e6 чёрная пешка · f6 чёрный ферзь · a5 белая ладья · e5 чёрный конь · f5 чёрная ладья · g5 чёрная пешка · c4 белая ладья · d4 чёрный конь · e4 чёрный король · b3 белая пешка · f3 чёрная пешка · c2 белая пешка · f2 белая пешка · f1 белый король | b8 белый слон · c7 белый конь · e7 белая пешка · e6 чёрная пешка · f6 чёрный ферзь · a5 белая ладья · e5 чёрный конь · f5 чёрная ладья · g5 чёрная пешка · c4 белая ладья · d4 чёрный конь · e4 чёрный король · b3 белая пешка · f3 чёрная пешка · c2 белая пешка · f2 белая пешка · f1 белый король | 3 |
| 2 | b8 белый слон · c7 белый конь · e7 белая пешка · e6 чёрная пешка · f6 чёрный ферзь · a5 белая ладья · e5 чёрный конь · f5 чёрная ладья · g5 чёрная пешка · c4 белая ладья · d4 чёрный конь · e4 чёрный король · b3 белая пешка · f3 чёрная пешка · c2 белая пешка · f2 белая пешка · f1 белый король | b8 белый слон · c7 белый конь · e7 белая пешка · e6 чёрная пешка · f6 чёрный ферзь · a5 белая ладья · e5 чёрный конь · f5 чёрная ладья · g5 чёрная пешка · c4 белая ладья · d4 чёрный конь · e4 чёрный король · b3 белая пешка · f3 чёрная пешка · c2 белая пешка · f2 белая пешка · f1 белый король | b8 белый слон · c7 белый конь · e7 белая пешка · e6 чёрная пешка · f6 чёрный ферзь · a5 белая ладья · e5 чёрный конь · f5 чёрная ладья · g5 чёрная пешка · c4 белая ладья · d4 чёрный конь · e4 чёрный король · b3 белая пешка · f3 чёрная пешка · c2 белая пешка · f2 белая пешка · f1 белый король | b8 белый слон · c7 белый конь · e7 белая пешка · e6 чёрная пешка · f6 чёрный ферзь · a5 белая ладья · e5 чёрный конь · f5 чёрная ладья · g5 чёрная пешка · c4 белая ладья · d4 чёрный конь · e4 чёрный король · b3 белая пешка · f3 чёрная пешка · c2 белая пешка · f2 белая пешка · f1 белый король | b8 белый слон · c7 белый конь · e7 белая пешка · e6 чёрная пешка · f6 чёрный ферзь · a5 белая ладья · e5 чёрный конь · f5 чёрная ладья · g5 чёрная пешка · c4 белая ладья · d4 чёрный конь · e4 чёрный король · b3 белая пешка · f3 чёрная пешка · c2 белая пешка · f2 белая пешка · f1 белый король | b8 белый слон · c7 белый конь · e7 белая пешка · e6 чёрная пешка · f6 чёрный ферзь · a5 белая ладья · e5 чёрный конь · f5 чёрная ладья · g5 чёрная пешка · c4 белая ладья · d4 чёрный конь · e4 чёрный король · b3 белая пешка · f3 чёрная пешка · c2 белая пешка · f2 белая пешка · f1 белый король | b8 белый слон · c7 белый конь · e7 белая пешка · e6 чёрная пешка · f6 чёрный ферзь · a5 белая ладья · e5 чёрный конь · f5 чёрная ладья · g5 чёрная пешка · c4 белая ладья · d4 чёрный конь · e4 чёрный король · b3 белая пешка · f3 чёрная пешка · c2 белая пешка · f2 белая пешка · f1 белый король | b8 белый слон · c7 белый конь · e7 белая пешка · e6 чёрная пешка · f6 чёрный ферзь · a5 белая ладья · e5 чёрный конь · f5 чёрная ладья · g5 чёрная пешка · c4 белая ладья · d4 чёрный конь · e4 чёрный король · b3 белая пешка · f3 чёрная пешка · c2 белая пешка · f2 белая пешка · f1 белый король | 2 |
| 1 | b8 белый слон · c7 белый конь · e7 белая пешка · e6 чёрная пешка · f6 чёрный ферзь · a5 белая ладья · e5 чёрный конь · f5 чёрная ладья · g5 чёрная пешка · c4 белая ладья · d4 чёрный конь · e4 чёрный король · b3 белая пешка · f3 чёрная пешка · c2 белая пешка · f2 белая пешка · f1 белый король | b8 белый слон · c7 белый конь · e7 белая пешка · e6 чёрная пешка · f6 чёрный ферзь · a5 белая ладья · e5 чёрный конь · f5 чёрная ладья · g5 чёрная пешка · c4 белая ладья · d4 чёрный конь · e4 чёрный король · b3 белая пешка · f3 чёрная пешка · c2 белая пешка · f2 белая пешка · f1 белый король | b8 белый слон · c7 белый конь · e7 белая пешка · e6 чёрная пешка · f6 чёрный ферзь · a5 белая ладья · e5 чёрный конь · f5 чёрная ладья · g5 чёрная пешка · c4 белая ладья · d4 чёрный конь · e4 чёрный король · b3 белая пешка · f3 чёрная пешка · c2 белая пешка · f2 белая пешка · f1 белый король | b8 белый слон · c7 белый конь · e7 белая пешка · e6 чёрная пешка · f6 чёрный ферзь · a5 белая ладья · e5 чёрный конь · f5 чёрная ладья · g5 чёрная пешка · c4 белая ладья · d4 чёрный конь · e4 чёрный король · b3 белая пешка · f3 чёрная пешка · c2 белая пешка · f2 белая пешка · f1 белый король | b8 белый слон · c7 белый конь · e7 белая пешка · e6 чёрная пешка · f6 чёрный ферзь · a5 белая ладья · e5 чёрный конь · f5 чёрная ладья · g5 чёрная пешка · c4 белая ладья · d4 чёрный конь · e4 чёрный король · b3 белая пешка · f3 чёрная пешка · c2 белая пешка · f2 белая пешка · f1 белый король | b8 белый слон · c7 белый конь · e7 белая пешка · e6 чёрная пешка · f6 чёрный ферзь · a5 белая ладья · e5 чёрный конь · f5 чёрная ладья · g5 чёрная пешка · c4 белая ладья · d4 чёрный конь · e4 чёрный король · b3 белая пешка · f3 чёрная пешка · c2 белая пешка · f2 белая пешка · f1 белый король | b8 белый слон · c7 белый конь · e7 белая пешка · e6 чёрная пешка · f6 чёрный ферзь · a5 белая ладья · e5 чёрный конь · f5 чёрная ладья · g5 чёрная пешка · c4 белая ладья · d4 чёрный конь · e4 чёрный король · b3 белая пешка · f3 чёрная пешка · c2 белая пешка · f2 белая пешка · f1 белый король | b8 белый слон · c7 белый конь · e7 белая пешка · e6 чёрная пешка · f6 чёрный ферзь · a5 белая ладья · e5 чёрный конь · f5 чёрная ладья · g5 чёрная пешка · c4 белая ладья · d4 чёрный конь · e4 чёрный король · b3 белая пешка · f3 чёрная пешка · c2 белая пешка · f2 белая пешка · f1 белый король | 1 |
|   | a | b | c | d | e | f | g | h |   |

|   | a | b | c | d | e | f | g | h |   |
| - | --- | --- | --- | --- | --- | --- | --- | --- | - |
| 8 | a8 белый конь · c7 чёрная пешка · f7 чёрный король · g7 чёрный конь · a6 белый ферзь · c6 чёрная ладья · c5 чёрная ладья · e5 чёрная пешка · f5 белый конь · b4 чёрный ферзь · e4 белая пешка · e3 чёрная пешка · e2 белый король · c1 белая ладья · g1 белая ладья | a8 белый конь · c7 чёрная пешка · f7 чёрный король · g7 чёрный конь · a6 белый ферзь · c6 чёрная ладья · c5 чёрная ладья · e5 чёрная пешка · f5 белый конь · b4 чёрный ферзь · e4 белая пешка · e3 чёрная пешка · e2 белый король · c1 белая ладья · g1 белая ладья | a8 белый конь · c7 чёрная пешка · f7 чёрный король · g7 чёрный конь · a6 белый ферзь · c6 чёрная ладья · c5 чёрная ладья · e5 чёрная пешка · f5 белый конь · b4 чёрный ферзь · e4 белая пешка · e3 чёрная пешка · e2 белый король · c1 белая ладья · g1 белая ладья | a8 белый конь · c7 чёрная пешка · f7 чёрный король · g7 чёрный конь · a6 белый ферзь · c6 чёрная ладья · c5 чёрная ладья · e5 чёрная пешка · f5 белый конь · b4 чёрный ферзь · e4 белая пешка · e3 чёрная пешка · e2 белый король · c1 белая ладья · g1 белая ладья | a8 белый конь · c7 чёрная пешка · f7 чёрный король · g7 чёрный конь · a6 белый ферзь · c6 чёрная ладья · c5 чёрная ладья · e5 чёрная пешка · f5 белый конь · b4 чёрный ферзь · e4 белая пешка · e3 чёрная пешка · e2 белый король · c1 белая ладья · g1 белая ладья | a8 белый конь · c7 чёрная пешка · f7 чёрный король · g7 чёрный конь · a6 белый ферзь · c6 чёрная ладья · c5 чёрная ладья · e5 чёрная пешка · f5 белый конь · b4 чёрный ферзь · e4 белая пешка · e3 чёрная пешка · e2 белый король · c1 белая ладья · g1 белая ладья | a8 белый конь · c7 чёрная пешка · f7 чёрный король · g7 чёрный конь · a6 белый ферзь · c6 чёрная ладья · c5 чёрная ладья · e5 чёрная пешка · f5 белый конь · b4 чёрный ферзь · e4 белая пешка · e3 чёрная пешка · e2 белый король · c1 белая ладья · g1 белая ладья | a8 белый конь · c7 чёрная пешка · f7 чёрный король · g7 чёрный конь · a6 белый ферзь · c6 чёрная ладья · c5 чёрная ладья · e5 чёрная пешка · f5 белый конь · b4 чёрный ферзь · e4 белая пешка · e3 чёрная пешка · e2 белый король · c1 белая ладья · g1 белая ладья | 8 |
| 7 | a8 белый конь · c7 чёрная пешка · f7 чёрный король · g7 чёрный конь · a6 белый ферзь · c6 чёрная ладья · c5 чёрная ладья · e5 чёрная пешка · f5 белый конь · b4 чёрный ферзь · e4 белая пешка · e3 чёрная пешка · e2 белый король · c1 белая ладья · g1 белая ладья | a8 белый конь · c7 чёрная пешка · f7 чёрный король · g7 чёрный конь · a6 белый ферзь · c6 чёрная ладья · c5 чёрная ладья · e5 чёрная пешка · f5 белый конь · b4 чёрный ферзь · e4 белая пешка · e3 чёрная пешка · e2 белый король · c1 белая ладья · g1 белая ладья | a8 белый конь · c7 чёрная пешка · f7 чёрный король · g7 чёрный конь · a6 белый ферзь · c6 чёрная ладья · c5 чёрная ладья · e5 чёрная пешка · f5 белый конь · b4 чёрный ферзь · e4 белая пешка · e3 чёрная пешка · e2 белый король · c1 белая ладья · g1 белая ладья | a8 белый конь · c7 чёрная пешка · f7 чёрный король · g7 чёрный конь · a6 белый ферзь · c6 чёрная ладья · c5 чёрная ладья · e5 чёрная пешка · f5 белый конь · b4 чёрный ферзь · e4 белая пешка · e3 чёрная пешка · e2 белый король · c1 белая ладья · g1 белая ладья | a8 белый конь · c7 чёрная пешка · f7 чёрный король · g7 чёрный конь · a6 белый ферзь · c6 чёрная ладья · c5 чёрная ладья · e5 чёрная пешка · f5 белый конь · b4 чёрный ферзь · e4 белая пешка · e3 чёрная пешка · e2 белый король · c1 белая ладья · g1 белая ладья | a8 белый конь · c7 чёрная пешка · f7 чёрный король · g7 чёрный конь · a6 белый ферзь · c6 чёрная ладья · c5 чёрная ладья · e5 чёрная пешка · f5 белый конь · b4 чёрный ферзь · e4 белая пешка · e3 чёрная пешка · e2 белый король · c1 белая ладья · g1 белая ладья | a8 белый конь · c7 чёрная пешка · f7 чёрный король · g7 чёрный конь · a6 белый ферзь · c6 чёрная ладья · c5 чёрная ладья · e5 чёрная пешка · f5 белый конь · b4 чёрный ферзь · e4 белая пешка · e3 чёрная пешка · e2 белый король · c1 белая ладья · g1 белая ладья | a8 белый конь · c7 чёрная пешка · f7 чёрный король · g7 чёрный конь · a6 белый ферзь · c6 чёрная ладья · c5 чёрная ладья · e5 чёрная пешка · f5 белый конь · b4 чёрный ферзь · e4 белая пешка · e3 чёрная пешка · e2 белый король · c1 белая ладья · g1 белая ладья | 7 |
| 6 | a8 белый конь · c7 чёрная пешка · f7 чёрный король · g7 чёрный конь · a6 белый ферзь · c6 чёрная ладья · c5 чёрная ладья · e5 чёрная пешка · f5 белый конь · b4 чёрный ферзь · e4 белая пешка · e3 чёрная пешка · e2 белый король · c1 белая ладья · g1 белая ладья | a8 белый конь · c7 чёрная пешка · f7 чёрный король · g7 чёрный конь · a6 белый ферзь · c6 чёрная ладья · c5 чёрная ладья · e5 чёрная пешка · f5 белый конь · b4 чёрный ферзь · e4 белая пешка · e3 чёрная пешка · e2 белый король · c1 белая ладья · g1 белая ладья | a8 белый конь · c7 чёрная пешка · f7 чёрный король · g7 чёрный конь · a6 белый ферзь · c6 чёрная ладья · c5 чёрная ладья · e5 чёрная пешка · f5 белый конь · b4 чёрный ферзь · e4 белая пешка · e3 чёрная пешка · e2 белый король · c1 белая ладья · g1 белая ладья | a8 белый конь · c7 чёрная пешка · f7 чёрный король · g7 чёрный конь · a6 белый ферзь · c6 чёрная ладья · c5 чёрная ладья · e5 чёрная пешка · f5 белый конь · b4 чёрный ферзь · e4 белая пешка · e3 чёрная пешка · e2 белый король · c1 белая ладья · g1 белая ладья | a8 белый конь · c7 чёрная пешка · f7 чёрный король · g7 чёрный конь · a6 белый ферзь · c6 чёрная ладья · c5 чёрная ладья · e5 чёрная пешка · f5 белый конь · b4 чёрный ферзь · e4 белая пешка · e3 чёрная пешка · e2 белый король · c1 белая ладья · g1 белая ладья | a8 белый конь · c7 чёрная пешка · f7 чёрный король · g7 чёрный конь · a6 белый ферзь · c6 чёрная ладья · c5 чёрная ладья · e5 чёрная пешка · f5 белый конь · b4 чёрный ферзь · e4 белая пешка · e3 чёрная пешка · e2 белый король · c1 белая ладья · g1 белая ладья | a8 белый конь · c7 чёрная пешка · f7 чёрный король · g7 чёрный конь · a6 белый ферзь · c6 чёрная ладья · c5 чёрная ладья · e5 чёрная пешка · f5 белый конь · b4 чёрный ферзь · e4 белая пешка · e3 чёрная пешка · e2 белый король · c1 белая ладья · g1 белая ладья | a8 белый конь · c7 чёрная пешка · f7 чёрный король · g7 чёрный конь · a6 белый ферзь · c6 чёрная ладья · c5 чёрная ладья · e5 чёрная пешка · f5 белый конь · b4 чёрный ферзь · e4 белая пешка · e3 чёрная пешка · e2 белый король · c1 белая ладья · g1 белая ладья | 6 |
| 5 | a8 белый конь · c7 чёрная пешка · f7 чёрный король · g7 чёрный конь · a6 белый ферзь · c6 чёрная ладья · c5 чёрная ладья · e5 чёрная пешка · f5 белый конь · b4 чёрный ферзь · e4 белая пешка · e3 чёрная пешка · e2 белый король · c1 белая ладья · g1 белая ладья | a8 белый конь · c7 чёрная пешка · f7 чёрный король · g7 чёрный конь · a6 белый ферзь · c6 чёрная ладья · c5 чёрная ладья · e5 чёрная пешка · f5 белый конь · b4 чёрный ферзь · e4 белая пешка · e3 чёрная пешка · e2 белый король · c1 белая ладья · g1 белая ладья | a8 белый конь · c7 чёрная пешка · f7 чёрный король · g7 чёрный конь · a6 белый ферзь · c6 чёрная ладья · c5 чёрная ладья · e5 чёрная пешка · f5 белый конь · b4 чёрный ферзь · e4 белая пешка · e3 чёрная пешка · e2 белый король · c1 белая ладья · g1 белая ладья | a8 белый конь · c7 чёрная пешка · f7 чёрный король · g7 чёрный конь · a6 белый ферзь · c6 чёрная ладья · c5 чёрная ладья · e5 чёрная пешка · f5 белый конь · b4 чёрный ферзь · e4 белая пешка · e3 чёрная пешка · e2 белый король · c1 белая ладья · g1 белая ладья | a8 белый конь · c7 чёрная пешка · f7 чёрный король · g7 чёрный конь · a6 белый ферзь · c6 чёрная ладья · c5 чёрная ладья · e5 чёрная пешка · f5 белый конь · b4 чёрный ферзь · e4 белая пешка · e3 чёрная пешка · e2 белый король · c1 белая ладья · g1 белая ладья | a8 белый конь · c7 чёрная пешка · f7 чёрный король · g7 чёрный конь · a6 белый ферзь · c6 чёрная ладья · c5 чёрная ладья · e5 чёрная пешка · f5 белый конь · b4 чёрный ферзь · e4 белая пешка · e3 чёрная пешка · e2 белый король · c1 белая ладья · g1 белая ладья | a8 белый конь · c7 чёрная пешка · f7 чёрный король · g7 чёрный конь · a6 белый ферзь · c6 чёрная ладья · c5 чёрная ладья · e5 чёрная пешка · f5 белый конь · b4 чёрный ферзь · e4 белая пешка · e3 чёрная пешка · e2 белый король · c1 белая ладья · g1 белая ладья | a8 белый конь · c7 чёрная пешка · f7 чёрный король · g7 чёрный конь · a6 белый ферзь · c6 чёрная ладья · c5 чёрная ладья · e5 чёрная пешка · f5 белый конь · b4 чёрный ферзь · e4 белая пешка · e3 чёрная пешка · e2 белый король · c1 белая ладья · g1 белая ладья | 5 |
| 4 | a8 белый конь · c7 чёрная пешка · f7 чёрный король · g7 чёрный конь · a6 белый ферзь · c6 чёрная ладья · c5 чёрная ладья · e5 чёрная пешка · f5 белый конь · b4 чёрный ферзь · e4 белая пешка · e3 чёрная пешка · e2 белый король · c1 белая ладья · g1 белая ладья | a8 белый конь · c7 чёрная пешка · f7 чёрный король · g7 чёрный конь · a6 белый ферзь · c6 чёрная ладья · c5 чёрная ладья · e5 чёрная пешка · f5 белый конь · b4 чёрный ферзь · e4 белая пешка · e3 чёрная пешка · e2 белый король · c1 белая ладья · g1 белая ладья | a8 белый конь · c7 чёрная пешка · f7 чёрный король · g7 чёрный конь · a6 белый ферзь · c6 чёрная ладья · c5 чёрная ладья · e5 чёрная пешка · f5 белый конь · b4 чёрный ферзь · e4 белая пешка · e3 чёрная пешка · e2 белый король · c1 белая ладья · g1 белая ладья | a8 белый конь · c7 чёрная пешка · f7 чёрный король · g7 чёрный конь · a6 белый ферзь · c6 чёрная ладья · c5 чёрная ладья · e5 чёрная пешка · f5 белый конь · b4 чёрный ферзь · e4 белая пешка · e3 чёрная пешка · e2 белый король · c1 белая ладья · g1 белая ладья | a8 белый конь · c7 чёрная пешка · f7 чёрный король · g7 чёрный конь · a6 белый ферзь · c6 чёрная ладья · c5 чёрная ладья · e5 чёрная пешка · f5 белый конь · b4 чёрный ферзь · e4 белая пешка · e3 чёрная пешка · e2 белый король · c1 белая ладья · g1 белая ладья | a8 белый конь · c7 чёрная пешка · f7 чёрный король · g7 чёрный конь · a6 белый ферзь · c6 чёрная ладья · c5 чёрная ладья · e5 чёрная пешка · f5 белый конь · b4 чёрный ферзь · e4 белая пешка · e3 чёрная пешка · e2 белый король · c1 белая ладья · g1 белая ладья | a8 белый конь · c7 чёрная пешка · f7 чёрный король · g7 чёрный конь · a6 белый ферзь · c6 чёрная ладья · c5 чёрная ладья · e5 чёрная пешка · f5 белый конь · b4 чёрный ферзь · e4 белая пешка · e3 чёрная пешка · e2 белый король · c1 белая ладья · g1 белая ладья | a8 белый конь · c7 чёрная пешка · f7 чёрный король · g7 чёрный конь · a6 белый ферзь · c6 чёрная ладья · c5 чёрная ладья · e5 чёрная пешка · f5 белый конь · b4 чёрный ферзь · e4 белая пешка · e3 чёрная пешка · e2 белый король · c1 белая ладья · g1 белая ладья | 4 |
| 3 | a8 белый конь · c7 чёрная пешка · f7 чёрный король · g7 чёрный конь · a6 белый ферзь · c6 чёрная ладья · c5 чёрная ладья · e5 чёрная пешка · f5 белый конь · b4 чёрный ферзь · e4 белая пешка · e3 чёрная пешка · e2 белый король · c1 белая ладья · g1 белая ладья | a8 белый конь · c7 чёрная пешка · f7 чёрный король · g7 чёрный конь · a6 белый ферзь · c6 чёрная ладья · c5 чёрная ладья · e5 чёрная пешка · f5 белый конь · b4 чёрный ферзь · e4 белая пешка · e3 чёрная пешка · e2 белый король · c1 белая ладья · g1 белая ладья | a8 белый конь · c7 чёрная пешка · f7 чёрный король · g7 чёрный конь · a6 белый ферзь · c6 чёрная ладья · c5 чёрная ладья · e5 чёрная пешка · f5 белый конь · b4 чёрный ферзь · e4 белая пешка · e3 чёрная пешка · e2 белый король · c1 белая ладья · g1 белая ладья | a8 белый конь · c7 чёрная пешка · f7 чёрный король · g7 чёрный конь · a6 белый ферзь · c6 чёрная ладья · c5 чёрная ладья · e5 чёрная пешка · f5 белый конь · b4 чёрный ферзь · e4 белая пешка · e3 чёрная пешка · e2 белый король · c1 белая ладья · g1 белая ладья | a8 белый конь · c7 чёрная пешка · f7 чёрный король · g7 чёрный конь · a6 белый ферзь · c6 чёрная ладья · c5 чёрная ладья · e5 чёрная пешка · f5 белый конь · b4 чёрный ферзь · e4 белая пешка · e3 чёрная пешка · e2 белый король · c1 белая ладья · g1 белая ладья | a8 белый конь · c7 чёрная пешка · f7 чёрный король · g7 чёрный конь · a6 белый ферзь · c6 чёрная ладья · c5 чёрная ладья · e5 чёрная пешка · f5 белый конь · b4 чёрный ферзь · e4 белая пешка · e3 чёрная пешка · e2 белый король · c1 белая ладья · g1 белая ладья | a8 белый конь · c7 чёрная пешка · f7 чёрный король · g7 чёрный конь · a6 белый ферзь · c6 чёрная ладья · c5 чёрная ладья · e5 чёрная пешка · f5 белый конь · b4 чёрный ферзь · e4 белая пешка · e3 чёрная пешка · e2 белый король · c1 белая ладья · g1 белая ладья | a8 белый конь · c7 чёрная пешка · f7 чёрный король · g7 чёрный конь · a6 белый ферзь · c6 чёрная ладья · c5 чёрная ладья · e5 чёрная пешка · f5 белый конь · b4 чёрный ферзь · e4 белая пешка · e3 чёрная пешка · e2 белый король · c1 белая ладья · g1 белая ладья | 3 |
| 2 | a8 белый конь · c7 чёрная пешка · f7 чёрный король · g7 чёрный конь · a6 белый ферзь · c6 чёрная ладья · c5 чёрная ладья · e5 чёрная пешка · f5 белый конь · b4 чёрный ферзь · e4 белая пешка · e3 чёрная пешка · e2 белый король · c1 белая ладья · g1 белая ладья | a8 белый конь · c7 чёрная пешка · f7 чёрный король · g7 чёрный конь · a6 белый ферзь · c6 чёрная ладья · c5 чёрная ладья · e5 чёрная пешка · f5 белый конь · b4 чёрный ферзь · e4 белая пешка · e3 чёрная пешка · e2 белый король · c1 белая ладья · g1 белая ладья | a8 белый конь · c7 чёрная пешка · f7 чёрный король · g7 чёрный конь · a6 белый ферзь · c6 чёрная ладья · c5 чёрная ладья · e5 чёрная пешка · f5 белый конь · b4 чёрный ферзь · e4 белая пешка · e3 чёрная пешка · e2 белый король · c1 белая ладья · g1 белая ладья | a8 белый конь · c7 чёрная пешка · f7 чёрный король · g7 чёрный конь · a6 белый ферзь · c6 чёрная ладья · c5 чёрная ладья · e5 чёрная пешка · f5 белый конь · b4 чёрный ферзь · e4 белая пешка · e3 чёрная пешка · e2 белый король · c1 белая ладья · g1 белая ладья | a8 белый конь · c7 чёрная пешка · f7 чёрный король · g7 чёрный конь · a6 белый ферзь · c6 чёрная ладья · c5 чёрная ладья · e5 чёрная пешка · f5 белый конь · b4 чёрный ферзь · e4 белая пешка · e3 чёрная пешка · e2 белый король · c1 белая ладья · g1 белая ладья | a8 белый конь · c7 чёрная пешка · f7 чёрный король · g7 чёрный конь · a6 белый ферзь · c6 чёрная ладья · c5 чёрная ладья · e5 чёрная пешка · f5 белый конь · b4 чёрный ферзь · e4 белая пешка · e3 чёрная пешка · e2 белый король · c1 белая ладья · g1 белая ладья | a8 белый конь · c7 чёрная пешка · f7 чёрный король · g7 чёрный конь · a6 белый ферзь · c6 чёрная ладья · c5 чёрная ладья · e5 чёрная пешка · f5 белый конь · b4 чёрный ферзь · e4 белая пешка · e3 чёрная пешка · e2 белый король · c1 белая ладья · g1 белая ладья | a8 белый конь · c7 чёрная пешка · f7 чёрный король · g7 чёрный конь · a6 белый ферзь · c6 чёрная ладья · c5 чёрная ладья · e5 чёрная пешка · f5 белый конь · b4 чёрный ферзь · e4 белая пешка · e3 чёрная пешка · e2 белый король · c1 белая ладья · g1 белая ладья | 2 |
| 1 | a8 белый конь · c7 чёрная пешка · f7 чёрный король · g7 чёрный конь · a6 белый ферзь · c6 чёрная ладья · c5 чёрная ладья · e5 чёрная пешка · f5 белый конь · b4 чёрный ферзь · e4 белая пешка · e3 чёрная пешка · e2 белый король · c1 белая ладья · g1 белая ладья | a8 белый конь · c7 чёрная пешка · f7 чёрный король · g7 чёрный конь · a6 белый ферзь · c6 чёрная ладья · c5 чёрная ладья · e5 чёрная пешка · f5 белый конь · b4 чёрный ферзь · e4 белая пешка · e3 чёрная пешка · e2 белый король · c1 белая ладья · g1 белая ладья | a8 белый конь · c7 чёрная пешка · f7 чёрный король · g7 чёрный конь · a6 белый ферзь · c6 чёрная ладья · c5 чёрная ладья · e5 чёрная пешка · f5 белый конь · b4 чёрный ферзь · e4 белая пешка · e3 чёрная пешка · e2 белый король · c1 белая ладья · g1 белая ладья | a8 белый конь · c7 чёрная пешка · f7 чёрный король · g7 чёрный конь · a6 белый ферзь · c6 чёрная ладья · c5 чёрная ладья · e5 чёрная пешка · f5 белый конь · b4 чёрный ферзь · e4 белая пешка · e3 чёрная пешка · e2 белый король · c1 белая ладья · g1 белая ладья | a8 белый конь · c7 чёрная пешка · f7 чёрный король · g7 чёрный конь · a6 белый ферзь · c6 чёрная ладья · c5 чёрная ладья · e5 чёрная пешка · f5 белый конь · b4 чёрный ферзь · e4 белая пешка · e3 чёрная пешка · e2 белый король · c1 белая ладья · g1 белая ладья | a8 белый конь · c7 чёрная пешка · f7 чёрный король · g7 чёрный конь · a6 белый ферзь · c6 чёрная ладья · c5 чёрная ладья · e5 чёрная пешка · f5 белый конь · b4 чёрный ферзь · e4 белая пешка · e3 чёрная пешка · e2 белый король · c1 белая ладья · g1 белая ладья | a8 белый конь · c7 чёрная пешка · f7 чёрный король · g7 чёрный конь · a6 белый ферзь · c6 чёрная ладья · c5 чёрная ладья · e5 чёрная пешка · f5 белый конь · b4 чёрный ферзь · e4 белая пешка · e3 чёрная пешка · e2 белый король · c1 белая ладья · g1 белая ладья | a8 белый конь · c7 чёрная пешка · f7 чёрный король · g7 чёрный конь · a6 белый ферзь · c6 чёрная ладья · c5 чёрная ладья · e5 чёрная пешка · f5 белый конь · b4 чёрный ферзь · e4 белая пешка · e3 чёрная пешка · e2 белый король · c1 белая ладья · g1 белая ладья | 1 |
|   | a | b | c | d | e | f | g | h |   |

## Биография
Паоло Бои родился в 1528 году в Сиракузах на итальянском острове Сицилия в состоятельной семье.
В молодости поступил на военную службу. Испанский король Филипп II, знавший его как искусного игрока в шахматы, дал ему рекомендательное письмо к сводному брату — полководцу дону Хуану Австрийскому. Дон Хуан приказал устроить в одной из огромных зал своего дворца доску на мраморном полу из 64 чёрных и белых плит, образовавших таким образом шахматную доску; солдаты, одетые в соответствующие костюмы, играли роль шахматных фигур. Бои играл с доном Хуаном на этой доске в живые шахматы и одержал победу. Впоследствии шахматист состоял с королём и доном Хуаном в постоянной переписке.
Бои участвовал в сражении при Лепанто. Затем он на время поселился в Венеции. Там выделялась красотой некая Роза Линори, молодая двадцатилетняя девушка, изучавшая шахматы, чтобы угодить больному отцу. Бои с Розой играл вничью, чтобы соблюсти правила куртуазности, но затем влюбился, уже не мог следить за игрой и стал проигрывать. Днём он играл в шахматы с Розой, ночью сочинял сонеты, которые передавал ей тайком от отца. Сонет Il matto dell’amore попал в руки синьора Линори, который потребовал от Бои прекратить посещения дочери.
Бои постоянно путешествовал по Италии. Часто он играл вслепую, а также предлагал фору — ход и пешку. Побывал при дворе Гвидобальдо II делла Ровере, герцога Урбино, который осыпал его подарками. В 1549 году Бои обыграл в шахматы папу римского Павла III. Папа Урбан VIII хотел сделать его епископом, но Бои отказался от сана, который удерживал бы его на одном месте. В Неаполе под покровительством Фабрицио II Джезуальдо принца ди Веноза графа Конца, который ежегодно выплачивал Бои 300 скудо, он организовал свою шахматную академию. Здесь Паоло Бои впервые встретился с шахматистом Джованни Леонардо ди Бона. Игра противников продолжалась три дня, почти все партии были начаты королевским гамбитом. Каждый из игроков выиграл по равному числу партий. Леонардо проявил больше изобретательности в атаке, был силён в миттельшпиле в сложных положениях, а Бои проявил большие знания в эндшпиле и глубину понимания позиционной игры.
Когда Леонардо играл против Лопеса и Серона в Мадриде в 1575 году при дворе Филиппа II, Паоло Бои прибыл, чтобы сразиться с Джованни Леонардо. Леонардо уклонился от поединка из-за скоропостижной смерти на родине своей невесты и уехал из Мадрида. Алессандро Сальвио, описавший турнир, не сообщает детали последовавших за его отъездом событий, но из контекста становится понятно, что Паоло Бои после этого сыграл серию партий против двух сильнейших испанских шахматистов — Альфонсо Серона и Руй Лопеса де Сегуры. Сальвио не сообщает подробности игры, но пишет: «…Бои без труда обыгрывает Лопеса и Серона». Филипп II назначил ему пенсию в 500 скудо за эти партии. События 1575 года итальянский художник и шахматист Луиджи Муссини изобразил на картине «Шахматный турнир при дворе короля Испании» (1883).
После Испании Бои побывал в Португалии. В Лиссабоне, играя с королём Себастьяном I, Бои стоял на одном колене в соответствии с требованиями придворного этикета. Когда партия затягивалась, король сам помогал ему приподняться и переменить колено.
Плывя в Барселону, Бои попал в плен к алжирским пиратам. Пираты отпустили его без выкупа в благодарность за то, что он научил их хорошо играть в шахматы. Кроме свободы шахматист получил от пиратов 2000 золотых монет. Бои, освободившись из плена, приехал в Неаполь, несколько раз играл с Леонардо в присутствии вице-короля герцога Педро Тельеса Хирона д’Осуна. Борьба шла с равными для обоих противников результатами. Затем Бои объехал Турцию и Венгрию, играя в шахматы.
Окончательно вернувшись на родину, Бои сыграл матч с Леонардо, вновь окончившийся вничью. После смерти Леонардо Бои считался сильнейшим шахматистом Италии. За три дня до своей смерти Бои проиграл молодому Алессандро Сальвио, который впоследствии описал его жизнь.
К концу жизни, по свидетельству Пьетро Карреры, Бои скопил 30 000 скудо. Он умер в 1598 году в Неаполе от рака желудка. Другие версии утверждают, что он был отравлен слугой в харчевне, польстившимся на его богатства, или простудившись на охоте. Похороны шахматиста были торжественными. Бои был похоронен в базилике Сан-Франческо ди Паола.

## Легенда о партии с дьяволом

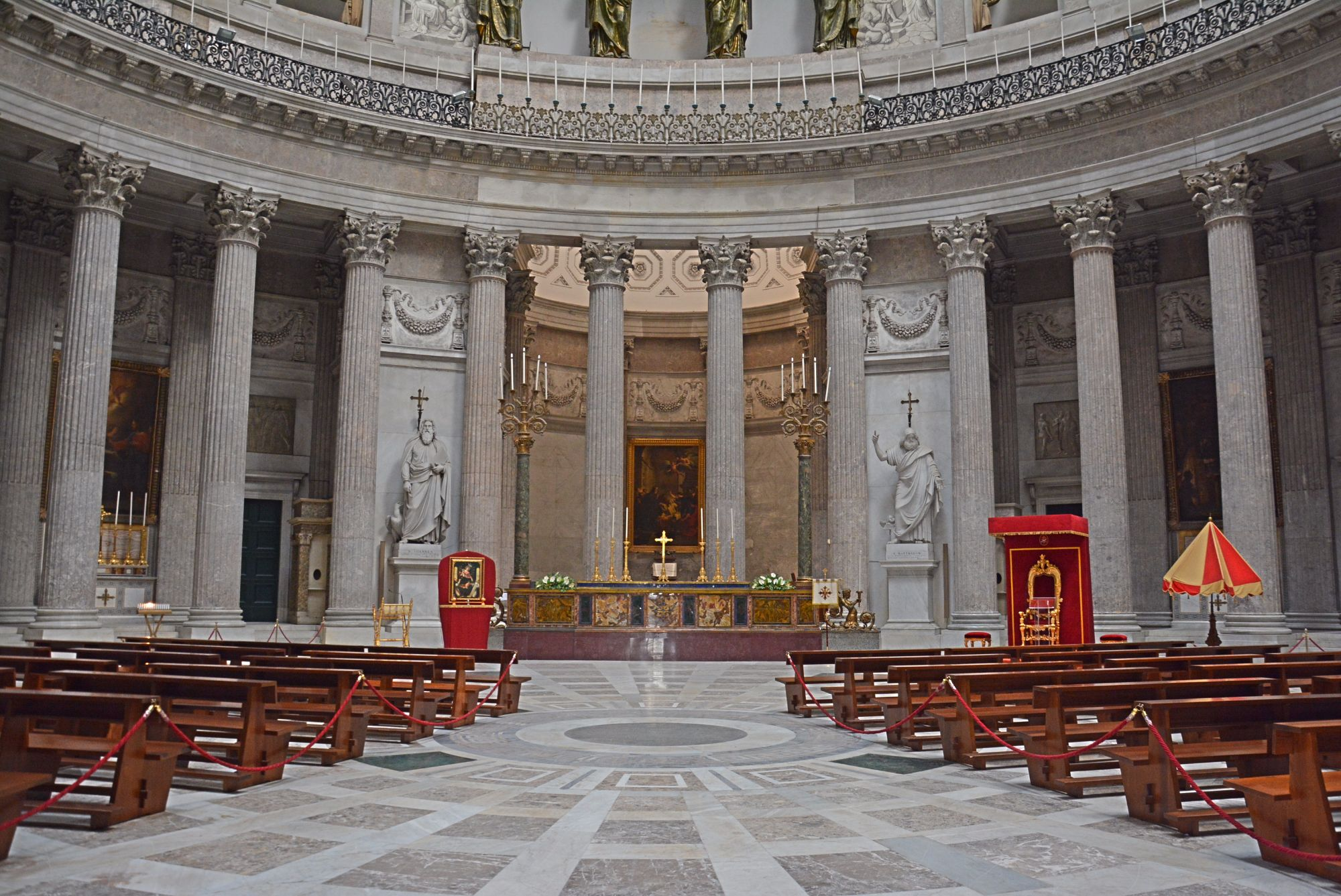
Базилика Сан-Франческо ди Паола, где похоронен шахматист

Легенда имеет позднее происхождение, ни Сальвио, ни Каррера, принадлежавшие к следующему за Бои поколению, её не знали. Она существует в двух основных версиях.
Первая версия была опубликована в журнале Les Cahiers de l’Echiquier Français (за ноябрь — декабрь 1936 года). Рассказ о встрече Бои с дьяволом, шахматная задача и рисунок, иллюстрирующий рассказ, принадлежат некоему автору, подписавшемуся V. Barthe. Русский художник и теоретик искусства Виктор Барт (1887—1954) с 1917 года жил в Париже. В 1925 году вместе с советскими художниками оформлял павильон СССР на Международной парижской выставке. Как раз в 1936 году Барт вернулся в СССР. Он интересовался шахматами, достаточно успешно выступал в профессиональных шахматных турнирах, но информация о его достижениях в шахматах сохранилась крайне скудная.
Легенда в этой версии выглядит так. Однажды после мессы в церкви Санта-Мария маленького городка С. в Калабрии в 1570 году Бои встретил прекрасную незнакомку, которая предложила ему сыграть в шахматы. Вскоре Бои понял, что его соперница играет необычно сильно. Тем не менее их партия пришла к позиции, в которой Бои мог поставить противнице мат в два хода: 1. К:е6 Кс6; 2. Ф:f5Х. В этот момент Бои обнаружил, что вместо его белого ферзя на доске стоит чёрный ферзь незнакомки. Однако он всё равно довёл партию до победы и поставил противнице мат именно в два хода даже в этой позиции: 1. Кb5; K:c4 2. Kc3Х. Незнакомка исчезла, а Бои понял, что играл с дьяволом.
Вторая версия. Легенда о Паоло Бои использована в книге современного испанского писателя Игнасио Гарсиа-Валиньо «Милый Каин». Здесь присутствует другая версия легенды. В этой версии дьявол объявил, что поставит Бои мат в шесть ходов. Шахматист стал в ужасе молиться, а затем, повинуясь божественному озарению, пожертвовал ферзя и сам поставил дьяволу мат, загнав его короля в центр креста, выстроенного из шахматных фигур. Позиция, соответствующая этой версии легенды, также в своё время стала основой для шахматной задачи. Её сочинил в 1878 году эльзасский механик, электрик и производитель искусственных конечностей Чарльз Годфри Гумпель (итал. Charles Godfrey Gumpel, около 1835—1921), известный также созданием шахматного автомата «Мефисто». Мат в семь ходов был назван автором на английском языке: «How the Devil was caught» («Как был пойман дьявол»), опубликован в том же 1878 году в журнале Strategieо. Решение задачи:

1. Л:g7+ Крf6; 2. Ф:c6+ Л:c6; 3. Л:c6+ Фd6; 4. Л:d6+ cd6; 5. Кc7 d5; 6. К:d5 Kрe6; 7. Лe7Х.— Russek, Guil. Ajedrez artistico

## Личность
Каррера, хорошо знакомый с шахматистом в последние годы его жизни, пишет о Паоло Бои:

Я сам знал Паоло в юности, когда побывал в Палермо в год 1597. Его голова была белой, как снег, но внешне он был бодрым и галантным, был одет, как молодой человек… Он был украшен наиболее почтенными качествами: целомудренность, скромность, он никогда не был даже женат. Он не отказывал бедным в милостыне… Он слушал Мессу каждый день… регулярно исповедовался и получал причастие. Он был крайне набожным человеком. Паоло никогда не позволял изображать свою внешность; следовательно, если его портрет существует, то, вероятно, он выполнен без его ведома. Он был выше обычных мужчин ростом, с красивыми чертами лица. Он был живой, разумный в рассуждениях, веселый и приветливый со всеми людьми. Он оставил труды по шахматам, которые мне не довелось держать в руках. Я думаю, что это важно — дать полное описание этого великого человека, чьё имя должно быть известно потомкам.— Walker, George. Chess & Chess-players: consisting of Original Stories and Sketches

## Наследие
Шахматные трактаты, созданные Паоло Бои, не сохранились. Небольшое число его шахматных партий дошло до нашего времени в составе трактатов Джулио Чезаре Полерио Manuscrito Buoncompagno и Trattato degli Scacchi dell’Abruzzese. Известность получил дебют его партии против шахматиста Шовары (сохранились только первые четырнадцать ходов):

1. e4 e5; 2. Сc4 Сc5; 3. Кf3 Кc6; 4. c3 Фe7; 5. d4 ed4; 6. cd4 Ф:e4+; 7. Сe3 Сb4; 8. Кc3 d5; 9. Сd3 Фe7; 10. h3 Кf6; 11. Kрf1 Kрf8; 12. g4 Kрg8; 13. Лh2 Сd6; 14. Лg2.— Партия Scovara — Paolo Boi